# 4672 Takuboku
4672 Takuboku (1988 HB) là một tiểu hành tinh vành đai chính được phát hiện ngày 17 tháng 4 năm 1988 bởi Seiji Ueda và Hiroshi Kaneda ở Kushiro. Nó được đặt theo tên the Japanese poet Takuboku Ishikawa (1886–1912).